# Physcia adscendens
Espèce
Physcia adscendens est une espèce de lichens de la famille des Physciaceae.

## Description
Dans sa publication de 1882, l'auteur, l'abbé Henri Olivier (d) (1849-1923), en fait la description suivante : 

« Thalle blanc cendré ou glauque, étroitement divisé ou lacinié. Laciniures ascendantes, serrées, imbirquées, munies sur les bords de nombreux cils concolores ou un peu brunis au sommet. Apothécies nues ou pruineuses, noirâtres, à bord entier, flexueuses. »

## Habitat
Commun sur les branches d'arbres et les pierres.

## Liste des formes
Selon MycoBank (8 février 2023) :
- Physcia adscendens f. adscendens
- Physcia adscendens f. anaptychloides Nádv., 1948
- Physcia adscendens f. caesia Werner, 1937
- Physcia adscendens f. compacta Nádv., 1947
- Physcia adscendens f. echinata Nádv., 1948
- Physcia adscendens f. orbicularis B. de Lesd., 1910
- Physcia adscendens f. tenuiloba Doppelb., 1950
- Physcia adscendens f. verrucosa B. de Lesd., 1910

## Systématique
Le nom correct complet (avec auteur) de ce taxon est Physcia adscendens H.Olivier, 1882,.
Physcia adscendens a pour synonymes :
- Dimelaena stellaris var. adscendens Trevis., 1868
- Parmelia stellaris var. adscendens Fr., 1845
- Physcia adscendens H. Olivier, 1882
- Physcia hispida f. adscendens (H. Olivier) Walt. Watson, 1930

## Publication originale
- Abbé H. Olivier, Flore analytique et dichotomique des Lichens de l'Orne et départements circonvoisins, 1882, 346 p. (lire en ligne).